# Archon: The Light and the Dark
Archon: The Light and the Dark es un videojuego desarrollado por Free Fall Associates y distribuido por Electronic Arts. Fue originalmente desarrollado para computadora Atari de 8 bits en 1983, pero luego fue adaptado a varios otros sistemas de la época, incluyendo el Apple II, Commodore 64, Amstrad CPC, ZX Spectrum, Amiga, IBM PC, Apple Macintosh, PC-88 y NES. Fue diseñado por Paul Reiche III y Jon Freeman, y programado por Anne Westfall. Reiche también produjo las ilustraciones para el juego.
Fue uno de los juegos más exitosos de Electronic Arts en ese momento